# Comazzo
Comazzo (Comàzz in dialetto locale) è un comune italiano di 2 375 abitanti della provincia di Lodi in Lombardia, posto all'estremità settentrionale della provincia.

## Geografia fisica
Il territorio comunale di Comazzo si estende lungo la riva destra del fiume Adda. Il capoluogo comunale è situato a 21 km a nord di Lodi.

## Storia
Menzionata in documenti del IX secolo, fu contesa durante le lotte tra Lodi e Milano (XIII secolo). Dal 1661 appartenne ai Premoli e poi ai Pertusati.
In età napoleonica (1809-16) al comune di Comazzo furono aggregate Lavagna, Marzano e Vaiano, ridivenute autonome con la costituzione del Regno Lombardo-Veneto. Lavagna fu aggregata definitivamente nel 1841 insieme a Gardino.
Il nome antico è di origine latina (Comatio o Commacium).

### Simboli
Lo stemma e il gonfalone sono stati concessi con decreto del presidente della Repubblica del 4 ottobre 2001.
Stemma
Gonfalone

## Monumenti e luoghi d'interesse
Di notevole interesse è la Villa Pertusati, ristrutturata di recente ed adibita a sede del municipio, caratterizzata da un corpo centrale risalente alla fine del Cinquecento e da due laterali aggiunti nella seconda metà del Settecento.
La Fontana delle Sette Note è una storica fontana settecentesca situata nel giardino della Villa Pertusati.
Nella frazione Lavagna, notevoli la villa Visconti e in località Rossate il pregevole oratorio di San Biagio di epoca rinascimentale.

## Società

### Evoluzione demografica
Abitanti censiti

### Etnie e minoranze straniere
Al 31 dicembre 2008 gli stranieri residenti nel comune di Comazzo in totale sono 175, pari al 9,23% della popolazione. Tra le nazionalità più rappresentate troviamo:
| Paese   | Popolazione (2008) |
| ------- | ------------------ |
| India   | 39                 |
| Romania | 29                 |
| Marocco | 28                 |
| Albania | 12                 |
| Ecuador | 10                 |

## Geografia antropica
Secondo lo statuto comunale, il territorio comunale comprende, oltre al capoluogo, la frazione di Lavagna e le località di Bocchi, Cascina Rossate, Cascina Gardino, Cascina Caira, Cascina Cava, Cascina Mairana, Cascina Castiona, Cascina Capannone, Cascina Frati, Cascina Ghinella, Cascina Molino Molgora, Cascina Molino Torchio, Cascina Nuova, Cascina Torchio e Cascina San Bartolomeo.
Secondo l'ISTAT, il territorio comunale comprende il centro abitato di Comazzo, la frazione di Lavagna e la località di Bocchi.

## Economia
Per la sua ubicazione, Comazzo è molto più legata a Melzo e Paullo rispetto a Lodi.
Persiste la tradizionale attività agricola, con colture di cereali e foraggi e qualche allevamento bovino.
La maggior parte della popolazione trova lavoro nei centri vicini e nel capoluogo lombardo, anche se bisogna segnalare la presenza di un'industria chimico-farmaceutica di medie dimensioni.

## Amministrazione
Segue un elenco delle amministrazioni locali.
| Periodo | Periodo   | Primo cittadino     | Partito                            | Carica  | Note |
| ------- | --------- | ------------------- | ---------------------------------- | ------- | ---- |
| 1945    | 1945      | Carlo Peveralli     |                                    | Sindaco |      |
| 1946    | 1951      | Gaspare Peveralli   |                                    | Sindaco |      |
| 1951    | 1956      | Angelo Bettinelli   |                                    | Sindaco |      |
| 1956    | 1957      | Mario Cei           |                                    | Sindaco |      |
| 1957    | 1960      | Colombo Tenca       |                                    | Sindaco |      |
| 1960    | 1975      | Erminio Colombo     |                                    | Sindaco |      |
| 1975    | 1977      | Vasco Lotti         |                                    | Sindaco |      |
| 1977    | 1980      | Silvio Mario Perego |                                    | Sindaco |      |
| 1980    | 1985      | Giuseppe De Vecchi  |                                    | Sindaco |      |
| 1985    | 1990      | Giulio Bocchi       |                                    | Sindaco |      |
| 1990    | 1999      | Emilia Pirola       |                                    | Sindaco |      |
| 1999    | 2009      | Emanuele Colombo    | lista civica                       | Sindaco |      |
| 2009    | 2024      | Italo Vicardi       | lista civica                       | Sindaco |      |
| 2024    | In carica | Marco Pavese        | Siamo Comazzo con Lavagna e Bocchi | Sindaco |      |

## Galleria d'immagini

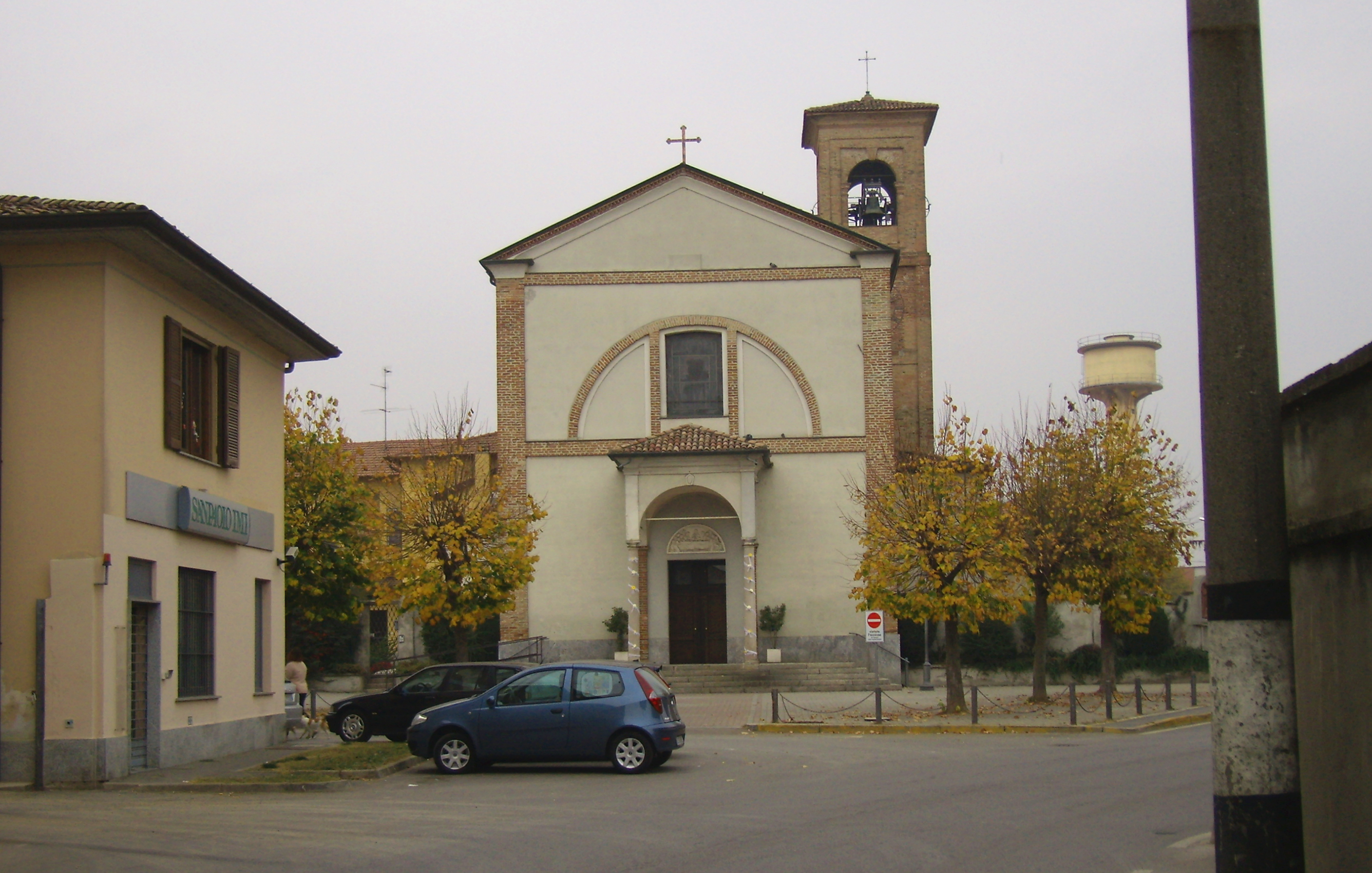
La chiesa parrocchiale di San Materno vescovo
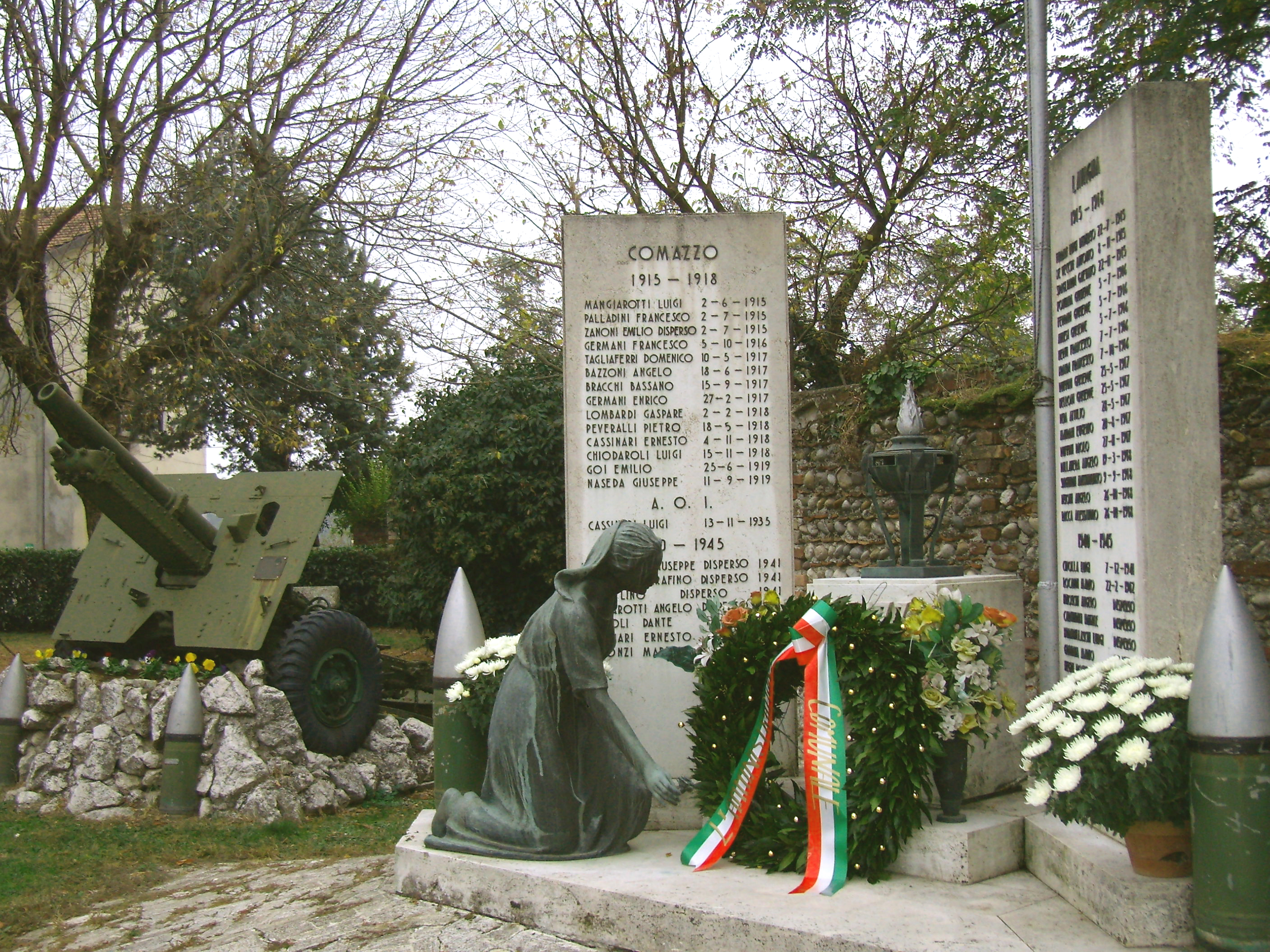
Il monumento ai caduti
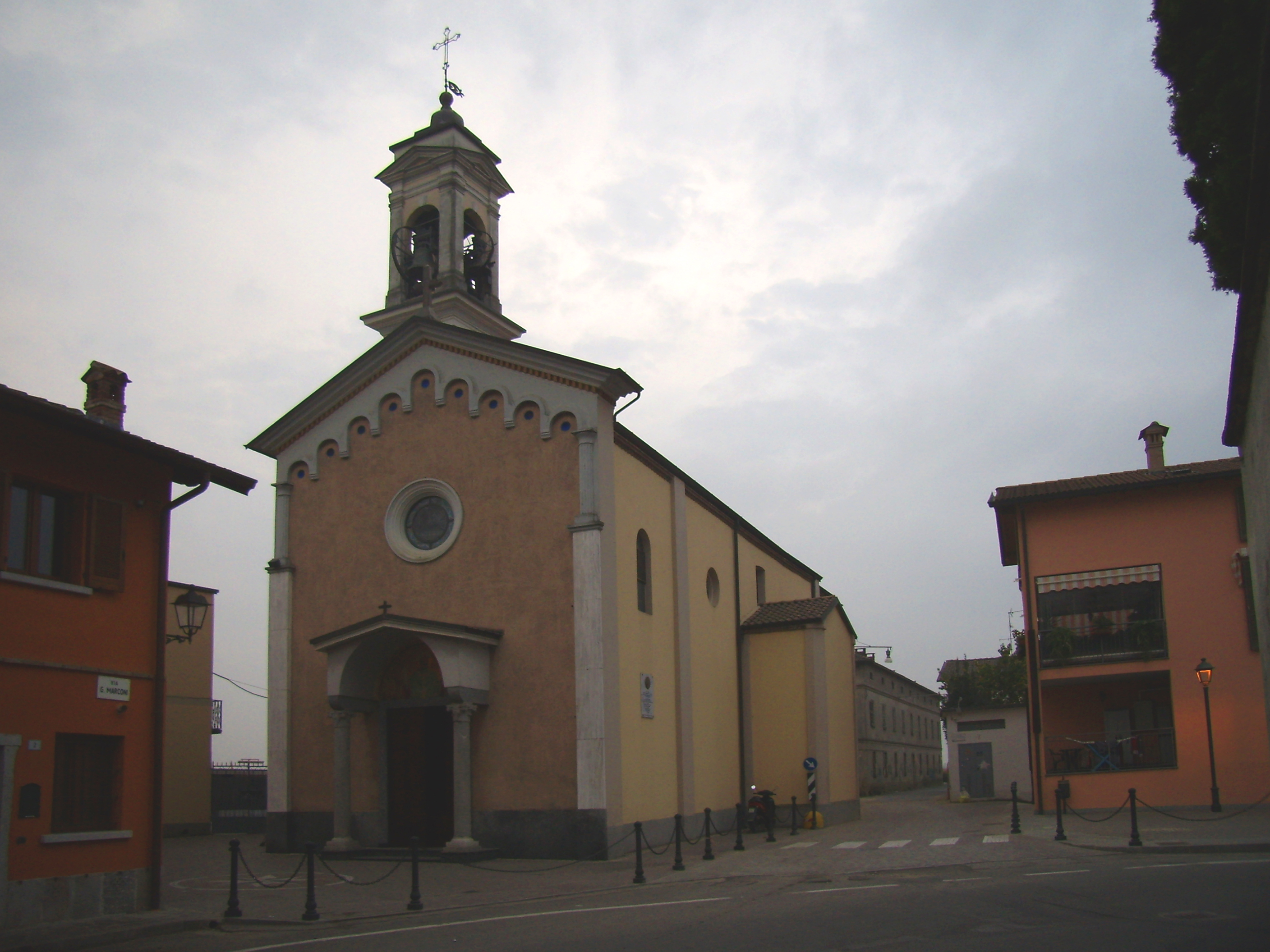
La chiesa di San Bassiavo vescovo (fraz. Lavagna)
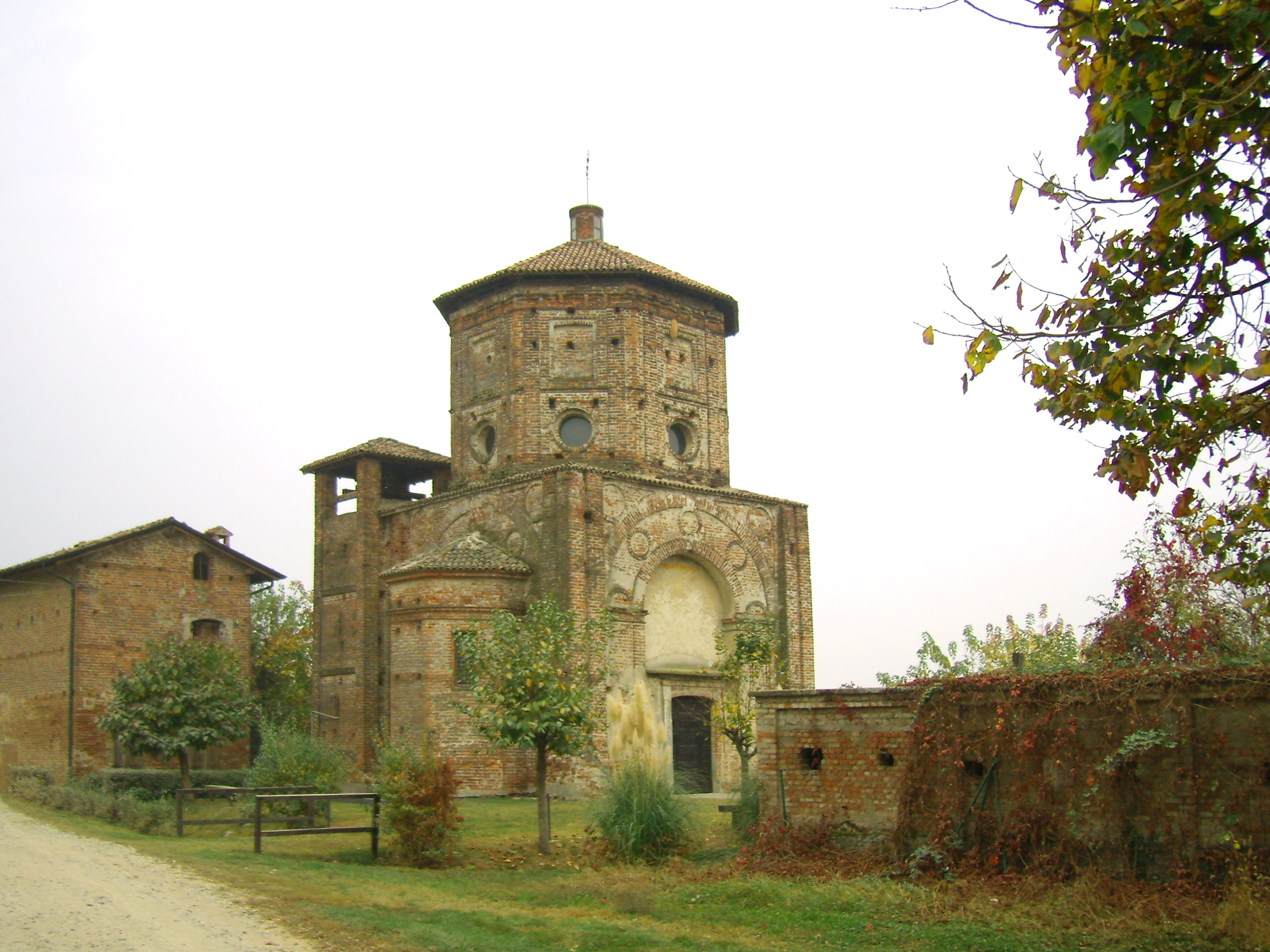
L'oratorio di San Biagio in Rossate (fraz. Lavagna)